# Der Weg nach oben (1959)
Der Weg nach oben (Originaltitel: Room at the Top) ist ein Filmdrama des britischen Regisseurs Jack Clayton aus dem Jahr 1959. Es ist der erste britische Film, in dem Sexualität realistisch und lustvoll dargestellt wird und nicht mehr als Quelle der Sünde. Vorlage war der gleichnamige Roman von John Braine.

## Handlung
Joe Lampton will nach oben: Als kleiner Angestellter des Finanzamtes in einer Kleinstadt des englischen Nordens hat er erkannt, dass dies durch Fleiß und Kompetenz im Beruf nicht möglich ist. Er macht sich an Susan Brown, die Tochter des ortsansässigen Tycoons heran, will sie heiraten und dadurch ganz nach oben kommen.
Seine eigenen Gefühle durchkreuzen jedoch seinen ehrgeizigen Plan. Er verliebt sich in die zehn Jahre ältere, unglücklich verheiratete Französin Alice. Joe sammelt reichliche sexuelle Erfahrungen mit ihr, und die beiden sind sehr verliebt. Susan, zunächst recht abweisend, ändert ihre Meinung und verliert ihre Unschuld an Joe in einem Heuschober.
Joe ist mal bei Alice und mal bei Susan. Schließlich droht ihm Alices Mann, dass Joe sie in Ruhe lassen soll. Kurz darauf bestellt ihn Susans Vater zu einem Essen, bei dem er ihn mit einem guten Angebot loswerden will. Doch Joe ahnt, dass er den Fisch am Haken hat und schlägt es aus. Daraufhin sagt ihm Susans Vater, dass sie schwanger ist und die beiden heiraten würden.
Es kommt zu einem letzten Treffen mit Alice, bei dem er ihr sagt, dass er Susan heiraten wird. Alice ist verletzt und enttäuscht, da Joe mit ihr glücklicher wäre und in sie verliebt ist. Sie betrinkt sich in einer Kneipe und kommt danach bei einem Autounfall ums Leben, als sie gegen einen Felsen fährt.
Als Joe von den Kollegen zur bevorstehenden Hochzeit beglückwünscht wird, reagiert er sehr zurückhaltend. Als er schließlich von Alices Tod erfährt, ist er bestürzt. Er trinkt abends in einer Bar und bekommt Gesellschaft von einem Mädchen. Als deren Freund verspätet kommt und sie gewaltsam mitnehmen will, droht ihm Joe, sie loszulassen. Später lauert der Freund ihm mit Kumpanen auf und sie schlagen Joe, der nun zudem aus der oberen Klasse kommt, zusammen.
Nach der Heirat sitzen Susan und er im Auto und er hat Tränen in den Augen. „Solltest du am Ende doch Gefühle haben“, freute sich Susan.

## Hintergrund
Das Drehbuch wurde nach dem gleichnamigen Roman von John Braine verfasst, der zu der Bewegung der Angry Young Men („Zornige junge Männer“) gezählt wird. In Form des sogenannten Kitchen Sink Realism kritisierten sie insbesondere die noch sehr starre Klassenstruktur in Großbritannien. Selber stammten sie meist aus der Mittelschicht. Der Film ist dem Realismus im Sinne des British New Wave verpflichtet. Er zeigt das ungeschönte Bild einer nordenglischen Industriestadt, ungeschminkte Klassengegensätze, den einheimischen Dialekt und deutliche sexuelle Dialoge. Der Film kam zwar ohne Zensur in die Kinos, erregte aber dennoch Anstoß. Die englische Filmbewertungsstelle British Board of Film Classification kennzeichnete den Film mit einem „X“, was in etwa Schundfilm bedeutete. Kein Verleih wagte es anschließend, den Film in sein Programm zu nehmen. Der englische ABC-Verleih traute sich schließlich und hatte großen Erfolg beim Publikum auf beiden Seiten des Atlantiks und auch bei der Kritik.
Der Film feierte am 22. Januar 1959 in Großbritannien Premiere. Während er in den bundesdeutschen Kinos schon am 31. Juli desselben Jahres anlief, war in der DDR erst am 20. September 1963 in einer um 12 Minuten gekürzten Fassung zu sehen. In der Bundesrepublik  wurde er vom ZDF am 24. April 1972 erstmals im Fernsehen gezeigt.
Room at the Top war auf DVD lange Zeit nur in englischer Sprache erhältlich. 2001 wurde der Film auf VHS in Deutsch veröffentlicht. 2019 kam eine deutschsprachige DVD-Version des Films auf den Markt.
1965 wurde unter dem Titel Ein Platz ganz oben eine Fortsetzung gedreht, erneut mit Laurence Harvey als Joe. Regie führte Ted Kotcheff.

### Synchronisation
Der Film wurde zweimal synchronisiert, einmal in der BRD und einmal in der DDR. Die westdeutsche Synchronisation entstand bei der Münchner Ultra-Film unter der Regie von Conrad von Molo und nach einem Dialogbuch von Beate von Molo. Die Synchronfassung für die ostdeutschen Kinos wurde im DEFA Studio für Synchronisation in Ost-Berlin aufgenommen. Die Dialoge stammten aus der Feder von Wito Eichel, die Synchronregie übernahm Lisa Honigmann, für den Ton war Erwin Kropf verantwortlich und den Tonschnitt besorgte Gerti Dressel.
| Rolle          | Darsteller           | Synchronsprecher (BRD 1959) | Synchronsprecher (DDR 1963) |
| -------------- | -------------------- | --------------------------- | --------------------------- |
| Joe Lampton    | Laurence Harvey      | Reinhard Glemnitz           | Ezard Haußmann              |
| Alice Aisgill  | Simone Signoret      | Gisela Trowe                | Helga Raumer                |
| Susan Brown    | Heather Sears        | Gertrud Kückelmann          | Micaëla Kreißler            |
| Mrs. Brown     | Ambrosine Phillpotts | Ingeborg Grunewald          | N. N.                       |
| Mr. Brown      | Donald Wolfit        | Klaus W. Krause             | Hans Sievers                |
| Charles Soames | Donald Houston       | Klaus Havenstein            | Fritz Diez                  |
| Elspeth        | Hermione Baddeley    | Olga von Togni              | Maria Rouvel                |
| George Aisgill | Allan Cuthbertson    | Wilmut Borell               | Otto Dierichs               |
| Mr. Hoylake    | Raymond Huntley      | Ernst Fritz Fürbringer      | Werner Toelcke              |
| Jack Wales     | John Westbrook       | Harry Wüstenhagen           | Wolfgang Lohse              |
| Priester       | Basil Dignam         | Lukas Ammann                | N. N.                       |
| Cyril          | Ian Hendry           | Horst Naumann               | N. N.                       |
| Onkel          | Wilfrid Lawson       | Hans-Hermann Schaufuß       | N. N.                       |
| Schläger       | Derren Nesbitt       | Kurt Eugen Ludwig           | N. N.                       |
| Bernard        | Anthony Newlands     | Holger Hagen                | N. N.                       |
| Mary           | Katharine Page       | Toni Treutler               | N. N.                       |
| Teddy          | Richard Pasco        | Erich Ebert                 | N. N.                       |
| Tante          | Beatrice Varley      | Franziska Liebing           | N. N.                       |
| Betrunkener    | Paul Whitsun-Jones   | Hans Jürgen Diedrich        | N. N.                       |

## Kritiken
Das Lexikon des internationalen Films beschreibt den Film als „hervorragend gespielt und atmosphärisch dicht inszeniert.“ Karena Niehoff schrieb im Tagesspiegel vom 9. August 1959: „Simone Signoret […] hat ein Gesicht, bedeutend und groß, schön auf eine ansaugende Art, in der das Gefährliche, das Tödliche aus der Phantasie des Kopfes, aus der Geistigkeit des Herzens kommt.“ A. H. Weiler befand in der New York Times vom 31. März 1959: „Der Weg nach oben mag grundlegend düster und freudlos sein, hinterlässt aber einen überraschend nachhaltigen Eindruck.“

## Auszeichnungen
Bei der 32. Oscar-Preisverleihung war der Film 1960 für sechs Auszeichnungen nominiert, stand jedoch im Schatten des Blockbusters Ben Hur. Hermione Baddeley war für den Oscar für die beste Nebenrolle nominiert, obwohl sie in dem Film weniger als fünf Minuten zu sehen ist. Die Produzenten und der Regisseur von Der Weg nach oben waren für einen Oscar in den Kategorien Bester Film und Beste Regie nominiert, mussten sich jedoch Ben Hur geschlagen geben. Nur in der Kategorie Bestes adaptiertes Drehbuch (Neil Paterson) konnte sich der Film im direkten Vergleich gegen Ben Hur durchsetzen. Zudem wurde Simone Signoret mit dem Oscar für die beste Hauptdarstellerin ausgezeichnet.
Ein Jahr zuvor hatte Der Weg nach oben bereits den British Film Academy Award als bester britischer Film erhalten, Simone Signoret hatte den Preis für die beste ausländische Schauspielerin gewonnen. Bei den Internationalen Filmfestspielen von Cannes erhielt sie im selben Jahr den Preis als beste Darstellerin, der Film selbst war für die Goldene Palme nominiert.
Das British Film Institute setzte den Film 1999 auf seiner Liste der besten britischen Filme aller Zeiten auf Platz 32.

## Soundtrack
- Mario Nascimbene: Room at the Top. (Auszüge) auf: The Barefoot Contessa and Others. The Film Music of Mario Nascimbene. DRG/Koch, New York 1996, Tonträger-Nr. DRG 32961 – Original-Aufnahme der Filmmusik unter der Leitung von Lambert Williamson.